# 4747 Jujo
A 4747 Jujo (ideiglenes jelöléssel 1989 WB) a Naprendszer kisbolygóövében található aszteroida. Ueda Szeidzsi és Kaneda Hirosi fedezte fel 1989. november 19-én.